# コッリドーニア
コッリドーニア（伊: Corridonia）は、イタリア共和国マルケ州マチェラータ県にある、人口約15,000人の基礎自治体（コムーネ）。

## 地理

### 位置・広がり
マチェラータ県のコムーネ。県都マチェラータから南東へ7kmの距離にある。

#### 隣接コムーネ
隣接するコムーネは以下の通り。括弧内のFMはフェルモ県所属を示す。
- フランカヴィッラ・デーテ (FM)
- マチェラータ
- モリアーノ
- モンテ・サン・ジュスト
- モンテ・サン・ピエトランジェリ (FM)
- モッロヴァッレ
- ペトリオーロ
- トレンティーノ
- ウルビザーリア

### 気候分類・地震分類
コッリドーニアにおけるイタリアの気候分類 (it) および度日は、zona D, 1976 GGである。
また、イタリアの地震リスク階級 (it) では、zona 2 (sismicità media) に分類される。

## 行政

### 分離集落
コッリドーニアには、以下の分離集落（フラツィオーネ）がある。
- Colbuccaro, Passo del Bidollo, San Claudio,Contrada Sarrocciano